# STS-72
STS-72 var ett uppdrag med NASAs rymdfärja Endeavour. Den sköts upp från Pad 39B vid Kennedy Space Center i Florida den 11 januari 1996. Efter nästan nio dagar i omloppsbana runt jorden återinträdde rymdfärjan i jordens atmosfär och landade vid Kennedy Space Center.

## Besättning
- Brian Duffy (3), befälhavare
- Brent W. Jett (1), pilot
- Leroy Chiao (2), uppdragsspecialist
- Daniel T. Barry (1), uppdragsspecialist
- Winston E. Scott (1), uppdragsspecialist
- Koichi Wakata (1), uppdragsspecialist - JAXA/Japan

Siffran inom parentes anger antal rymdfärder till och med denna.